# Salman bin Abdul Aziz
Salman bin Abdul Aziz (arabiska: سلمان بن عبد العزيز آل سعود), född 31 december 1935 i Riyadh, är sedan 23 januari 2015 kung av Saudiarabien.
Salman blev 19 juni 2012 kronprins och vice regeringschef i Saudiarabien samt landets försvarsminister. När han efterträdde sin avlidne bror som kung, behöll han posten som försvarsminister.
Han är kung Ibn Sauds 25:e son, och halvbror till sin företrädare kung Abdullah bin Abdul Aziz. Hans mor var Hassa bint Ahmad al-Sudairi och hennes sju söner fick av utländska journalister beteckningen ”Sudairisjuan”. De sju bröderna bildade en maktgrupp inom huset Saud under 1960-talet var sedan dess det ledande skiktet och utgjorde kärnan i den saudiarabiska regeringen genom att besitta försvars- och inrikesministerposterna.
Salman efterträdde 2012 sin bror kronprins Nayef bin Abdul Aziz och den 23 januari 2015 kung Abdullah bin Abdul Aziz. I samband med detta utsågs Ibn Sauds son Moqren bin Abdul Aziz till Saudiarabiens kronprins och Salmans brorson Muhammed bin Nayef, till vice kronprins. I april 2015 entledigade han Moqren och utsåg istället Mohammed bin Nayef till kronprins och sin egen son Mohammed bin Salman till vice kronprins. I april 2017 skedde nya förändringar då Mohammed bin Nayef avsattes och Mohammed bin Salman utsågs till landets kronprins under sin far.

## Äktenskap och barn
- Sultana bint Turki al Sudairi (död i juli 2011), hon var hans kusin, dotter till hans morbror Turki bin Ahmad al Sudairi,[7]
  - Prins Fahd (1954-2001)
  - Prins Ahmed, (1958-2002[8])
  - Prins Sultan, född 1956, han var den första araben och den första kungligheten i rymden.
  - Prins Abdulaziz, född 1960
  - Prins Faisal, född 1970
  - Prinsessan Hessa[9] (född 1974).

- Sarah bint Faisal al Sabayi 
  - Prins Saud

- Fahda bint Falah bin Sultan al Hithalayn 
  - Prins Mohammed
  - Prins Turki
  - Prins Khalid
  - Prins Nayif
  - Prins Bandar
  - Prins Rakan[10]